# Inga heteroptera
Inga heteroptera är en ärtväxtart som beskrevs av George Bentham. Inga heteroptera ingår i släktet Inga och familjen ärtväxter. Inga underarter finns listade i Catalogue of Life.